# 谢佑昆
谢佑昆，中华人民共和国政治人物、外交官。

1988年，接替金伯雄，担任中华人民共和国驻乌干达大使。1994年，接替孙国桐，担任中华人民共和国驻坦桑尼亚大使。1997年，由张宏喜接任。